# Chaetomium deceptivum
Chaetomium deceptivum är en svampart som beskrevs av Malloch & Benny 1973. Chaetomium deceptivum ingår i släktet Chaetomium och familjen Chaetomiaceae.   Inga underarter finns listade i Catalogue of Life.